# Gymnocheta monosetus
Gymnocheta monosetus är en tvåvingeart som först beskrevs av Chao och Zhou 1989.  Gymnocheta monosetus ingår i släktet Gymnocheta och familjen parasitflugor. Inga underarter finns listade i Catalogue of Life.